# Ohne Grenzen (Fernsehserie)
Ohne Grenzen (Originaltitel: Sin limítes) ist eine von Simon West für Amazon Prime Video und RTVE inszenierte spanische Historienserie, die am 10. Juni 2022 startete. Die Serie mit Rodrigo Santoro und Álvaro Morte in den Hauptrollen erzählt die Geschichte der Expedition von Juan Sebastián Elcano und Ferdinand Magallan, die zwischen 1519 und 1522 unternommen wurde und die erste Weltumsegelung der Geschichte war.

## Handlung
Im August 1519 brachen 239 Seeleute unter der Führung des Portugiesen Ferdinand Magellan von Sevilla aus nach Indien auf. Drei Jahre später kehrten nur 18 hungernde und kranke Seeleute mit dem einzigen Schiff zurück, das die Reise überlebt hatte. Es wurde von dem spanischen Seemann Juan Sebastián Elcano geführt.

## Besetzung und Synchronisation
| Rolle                     | Darsteller            | Synchronsprecher  |
| ------------------------- | --------------------- | ----------------- |
| Ferdinand Magellan        | Rodrigo Santoro       | Sascha Rotermund  |
| Juan Sebastián Elcano     | Álvaro Morte          | Nico Mamone       |
| Juan de Cartagena         | Sergio Peris-Mencheta | Tobias Müller     |
| Martino                   | Carlos Cuevas         | Konrad Bösherz    |
| Luis de Mendoza           | Adrián Lastra         | Fabian Oscar Wien |
| Antonio Pigafetta         | Niccolò Senni         | Timmo Niesner     |
| Padre Bartolomé           | Pepón Nieto           | Frank Schaff      |
| Gonzalo Gómez de Espinosa | Raúl Tejón            | Gerrit Hamann     |
| Duarte Barbosa            | Gonçalo Diniz         | Jaron Löwenberg   |
| Cardenal Fonseca          | Manuel Morón          | Axel Strothmann   |
| Beatriz                   | Bárbara Goenaga       | Magdalena Turba   |

## Episodenliste
| Nr. | Deutscher Titel         | Originaltitel                            | Erstausstrahlung | Deutschsprachige Erstausstrahlung |
| --- | ----------------------- | ---------------------------------------- | ---------------- | --------------------------------- |
| 1   | Nach Westen             | Mi rey no ha querido verme               | 10. Juni 2022    | 19. August 2022                   |
| 2   | Äquator                 | Te buscan por traición                   | 10. Juni 2022    | 19. August 2022                   |
| 3   | Eine neue Welt          | La rebelión está castigada con la muerte | 17. Juni 2022    | 19. August 2022                   |
| 4   | Die Ruhe nach dem Sturm | Las ballenas no nadan en ríos            | 17. Juni 2022    | 19. August 2022                   |
| 5   | Die Schlacht von Mactan | Os han elegido como capitán              | 17. Juni 2022    | 19. August 2022                   |
| 6   | Heimkehr                | Son vientos del este                     | 17. Juni 2022    | 19. August 2022                   |

## Produktion
Das Projekt Sin límites entstand im März 2018, als RTVE und das spanische Verteidigungsministerium eine Vereinbarung über die Produktion einer Serie über die Magellan-Elcano-Expedition anlässlich des 500. Jahrestages des Ereignisses unterzeichneten.
Im Februar 2020 kündigten Amazon Prime Video und RTVE an, dass die beiden Plattformen gemeinsam die Serie über die Weltumsegelung von Elcano und Magellan mit dem Titel Sin límites produzieren wollen, deren Premiere ursprünglich für 2021 geplant war. Die Dreharbeiten begannen schließlich am 26. April 2021 in Olite, Navarra. Weitere Drehorte waren u. a. der Strand von Azkorri in Getxo, Bizkaia und die Dominikanische Republik.
Ursprünglich wurde die Serie mit vier 60-minütigen Episoden mit einem Budget von 5 Millionen Euro pro Episode angekündigt, im Verlauf der Produktion wurde das Format schließlich auf sechs 40-minütige Episoden geändert.

## Veröffentlichung und Lizenzierung
Im November 2021 bestätigte TVE, dass die Serie im September 2022 im frei empfangbaren Fernsehen ausgestrahlt wird, aber zu einem unbestimmten Zeitpunkt zuerst auf Amazon Prime Video zu sehen sein würde.
Am 24. Mai 2022 veröffentlichte Amazon den endgültigen Trailer und das Poster und kündigte an, dass die Serie am 10. Juni 2022 auf seiner Plattform in Spanien und Lateinamerika Premiere haben wird, gefolgt von Veröffentlichungen in Ländern wie Großbritannien, den USA, Frankreich und Deutschland im Sommer 2022. Am 7. Juni 2022 gab die Vermarktungsgesellschaft ZDF Studios des deutschen Senders ZDF bekannt, dass sie die Serie in Gebieten vertreiben wird, in denen Prime Video nicht verfügbar ist.